# Martin Waldseemüller
Martin Waldseemüller (Schallstadt, kb. 1470 – Saint-Dié-des-Vosges, 1520. március 16.) német humanista kartográfus volt. Ő használta először térképen az akkor újonnan felfedezett kontinensre az „Amerika” nevet.
Waldseemüller Wolfenweiler néven született.  Családjával Freiburg im Breisgau közelébe költözött. A  Freiburgi Egyetemen tanult.
1507-ben, amikor Saint-Dié-des-Vosges-ban (Franciaország) dolgozott, elkészített egy földgömböt, egy világtérképet (Universalis Cosmographia) és kiadott egy könyvet (Cosmographiae Introductio). Ezekben bukkan fel először az Amerika név (America). A könyv tartalmazza a Quatuor Americi navigationes című részében („Amerigo négy utazása”) a felfedező beszámolójának latin fordítását. A levelet állítólag Amerigo Vespucci írta, bár vannak történészek, akik szerint valójában hamisítvány.
A könyv így írja le a névadást: ab Americo Inventore …quasi Americi terram sive Americam („a felfedező Americóról… mintegy Americo földje, vagyis America”). Vannak, akik szerint a könyvet nem is Waldseemüller, hanem Matthias Ringmann írta, vagy talán közös alkotásuk.
1513-ra Waldseemüller meggondolta magát a nevet illetően, valószínűleg mert már akkor vitatták, hogy Vespucci fedezte volna fel és nevezhette volna el Amerikát. Ptolemaiosz atlaszának átdolgozásában – amit Ringmann-nal közösen írtak – a kontinenst Terra Incognita, azaz „Ismeretlen Föld” néven jelölik meg. De addigra már az eredeti világtérkép 1000 példányban terjedt el, és a korábbi névadással hiábavaló volt a küzdelem. Az írott dokumentumokban Észak-Amerika még egy darabig az „Indiák” néven szerepelt, de végül felülkerekedett az Amerika név.
A térképről sokáig azt hitték, hogy elveszett. 1901-ben Joseph Fischer szerzetes Wolfeggben (Dél-Németország) megtalálta az egyetlen példányt a kastély könyvtárában. Azóta is ez az egyetlen ismert példány, amelyet 2001-ben a Library of Congress (Kongresszusi könyvtár, Amerikai Egyesült Államok) vásárolt meg. 
A Waldseemüller földgömb négy példánya nyomtatott térkép formájában maradt fenn, amelyeket azért készítettek, hogy később egy gömbre ragasszák. Ezekből egy van Amerikában (University of Minnesota). 
A Waldseemüller földgömb virtuális, magyar változata: 